# Баллен, Клод (младший)
Клод Баллен Второй, или Младший', (фр. Claude Ballin II ou le Jeune; 1661, Париж — 18 марта 1754, Париж) — французский ювелир, золотых дел мастер, сын живописца Мишеля Баллена и племянник выдающегося мастера Клода Баллена Старшего; придворный ювелир французского короля Людовика XV. Получил звание мастера в 1688 году.
С 1702 года Клод Баллен работал в собственной мастерской в Лувре. Прославился тем, что создал церемониальную корону для Людовика XV. Работал в стиле рококо, изготавливая золотые и серебряные украшения, сервизы, столовые приборы, канделябры и картинные рамы из позолоченного серебра. В 1724—1727 годах выполнял ответственные заказы для русского императорского дома в Санкт-Петербурге.
Клод Баллен Младший был зятем ювелира Николя Делоне, который женился на его сестре. Король Швеции Густав III, поклонник работ Клода Баллена Старшего, приобрёл некоторые образцы мебели, сделанной по рисункам Баллена Младшего. В настоящее время они хранятся в Национальном музее Швеции в Стокгольме, Швеция.
Наиболее известные произведения:
- Королевская корона Людовика XV;
- Лампада Капеллы Девы Марии в Соборе Парижской богоматери,
- Канделябры в Соборе Иоанна Крестителя в Лионе.